# Les Bergers infidèles
Les Bergers infidèles est un passage de l'Ancien Testament, dans le livre d'Ézechiel. Il parle de l'égoïsme qui doit être banni de la vie intérieure, et, du croyant qui doit essayer de propager la charité et la vérité.

## Texte
Livre d'Ézechiel, chapitre 34, versets 1 à 11:
« La parole de l'Éternel me fut adressée, en ces mots: Fils de l'homme, prophétise contre les pasteurs d'Israël! Prophétise, et dis-leur, aux pasteurs: Ainsi parle le Seigneur, l'Éternel : Malheur aux pasteurs d'Israël, qui se paissaient eux-mêmes ! Les pasteurs ne devaient-ils pas paître le troupeau ? Vous avez mangé la graisse, vous vous êtes vêtus avec la laine, vous avez tué ce qui était gras, vous n'avez point fait paître les brebis. Vous n'avez pas fortifié celles qui étaient faibles, guéri celle qui était malade, pansé celle qui était blessée ; vous n'avez pas ramené celle qui s'égarait, cherché celle qui était perdue ; mais vous les avez dominées avec violence et avec dureté. Elles se sont dispersées, parce qu'elles n'avaient point de pasteur ; elles sont devenues la proie de toutes les bêtes des champs, elles se sont dispersées. Mon troupeau est errant sur toutes les montagnes et sur toutes les collines élevées, mon troupeau est dispersé sur toute la face du pays; nul n'en prend souci, nul ne le cherche. C'est pourquoi, pasteurs, écoutez la parole de l'Éternel ! Je suis vivant ! dit le Seigneur, l'Éternel, parce que mes brebis sont au pillage et qu'elles sont devenues la proie de toutes les bêtes des champs, faute de pasteur, parce que mes pasteurs ne prenaient aucun souci de mes brebis, qu'ils se paissaient eux-mêmes, et ne faisaient point paître mes brebis, - à cause de cela, pasteurs, écoutez la parole de l'Éternel! Ainsi parle le Seigneur, l'Éternel: Voici, j'en veux aux pasteurs! Je reprendrai mes brebis d'entre leurs mains, je ne les laisserai plus paître mes brebis, et ils ne se paîtront plus eux-mêmes; je délivrerai mes brebis de leur bouche, et elles ne seront plus pour eux une proie. Car ainsi parle le Seigneur, l'Éternel : Voici, j'aurai soin moi-même de mes brebis, et j'en ferai la revue. »
Traduction d'après la Bible Louis Segond.